# Brucia ragazzo, brucia
Brucia ragazzo, brucia è un film del 1969, diretto da Fernando Di Leo.

## Trama
Clara, una signora borghese, è sola al mare a fine stagione: si fa sedurre da un esperto bagnino, studente un po' hippy, e prova per la prima volta in vita sua un orgasmo. La donna si confessa col marito, e gli domanda perché con lui non fosse mai successo. L'uomo s'arrabbia e inizia a trattarla come una donna di facili costumi, minacciando di toglierle la loro figlia. Disperata, Clara decide di uccidersi, mentre lui, che potrebbe salvarla, decide d'intervenire quando ormai è troppo tardi.